# Les Vieux Fourneaux
Cet article concerne la bande dessinée. Pour le film, voir Les Vieux Fourneaux (film).
Les Vieux Fourneaux est une série de bande dessinée française scénarisée par Wilfrid Lupano et dessinée par Paul Cauuet, publiée par Dargaud depuis 2014 et comptant huit albums en 2024.
Un film du même titre basé sur le premier tome sort en 2018. Une suite, Les Vieux Fourneaux 2 : Bons pour l'asile, sort en 2022.

## Synopsis

### Ceux qui restent
Pierrot, Mimile et Antoine sont trois Français qui ont dépassé les 70 ans. Ils sont amis depuis l'enfance. Les trois se sont rebellés contre les autorités tout au long de leur vie et ont toujours une attitude révolutionnaire contre tout ce qu'ils perçoivent comme l’Establishment. Quand Antoine apprend que sa femme décédée l'a trompé avec le patron de son entreprise, il décide de commettre un crime passionnel : il veut aller en Toscane pour assassiner le magnat de l'entreprise. Sa petite-fille Sophie - alors enceinte - et ses amis le suivent pour l'arrêter.
Arrivé en Toscane, Antoine trouve son ancien patron devenu un vieil homme sénile atteint de la maladie d’Alzheimer et renonce à lui faire du mal. Le dérangé mental donne à la petite-fille (qu'il prend pour son ancienne maîtresse) le code d'un compte offshore illégal de plus de 90 millions d'euros.

### Bonny and Pierrot
Sophie envoie anonymement beaucoup d'argent à Pierrot, qu'elle a retiré du compte illégal de l'entreprise. Elle met sur la lettre le nom d'une femme pirate, ignorant qu'il s'agissait du pseudonyme d'une ancienne amoureuse de Pierrot, ce qui amène ce dernier presque au désespoir : il était persuadé qu'elle était morte. Le récit fait des retours dans le passé, avec une protestation contre la guerre d’Algérie et des discussions sur l’affaire Papon. En outre, Pierrot a été impliqué avec sa maîtresse, dans le style de Bonnie et Clyde, lors d’un vol de banque. Sophie regrette son action et est obligée de prendre des mesures drastiques : elle commet un raid anarchiste amusant sur un rassemblement d'actionnaires où elle fait exploser une bombe à farine qu'elle signe du même nom. Pour la bombe, elle a adapté un dénommé  « canon à mouton », qu’avaient construit trois enfants du village, qui l’ont appris sur l'Internet. Pierrot, désormais persuadé qu'il s'agit d'une autre personne que celle qu'il cherche, retrouve goût à la vie. Mais entretemps, Mimile et Antoine ont découvert que la femme en question est toujours vivante et mariée avec le rival de Pierrot. Ils décident de taire la vérité à leur ami.

### Celui qui part
Le troisième volume traite essentiellement de Mimile, qui a passé une partie de sa vie dans le Pacifique, où il a participé à une chasse au trésor. Là, il trouva enfin un trésor, mais son argent et son aventure le conduisirent à gravement estropier un bon ami. Sophie apprend un secret de la jeunesse des trois protagonistes qu’elle préfère garder pour elle : dans leur jeunesse, ils ont gâché la vie d’une fille en se livrant au harcèlement et à des farces. La mère de la jeune fille a été considérée comme collabo parce que son mari, déporté au STO, l'avait quittée pour une femme rencontrée en Allemagne et pour se faire pardonner, lui avait envoyé de l'argent pour sa ferme. Pierrot, Mimile et Antoine, qui devinrent plus tard les porte-paroles des opprimés, commencèrent à gâcher la vie de cette fille.
En parallèle, nous apprenons que Pierrot a été impliqué avec deux autres membres de son collectif anarchiste à une intervention contre la mortalité des abeilles, avec une action inspirée par le raid amusant de Sophie. Mais ils ont été pris par la police et ont craint de perdre la base de leur collectif.

### La Magicienne
Dans le quatrième volume, la petite-fille d'Antoine, Sophie, est au centre de l'histoire. En plus de son métier de marionnettiste dans son théâtre itinérant « Le Loup en slip », elle se soucie en tant que mère célibataire, de sa fille, cependant soutenue par Antoine. Alors que la société pharmaceutique Garan-Servier souhaite étendre sa présence dans leur ville natale, créant de nouveaux emplois dans la région structurellement faible, des œufs d’une espèce rare de sauterelles, la « Magicienne dentelée » sont découverts sur le site prévu. Des zadistes occupent immédiatement le terrain pour empêcher l’installation. Antoine, qui s'inquiète de l'avenir de sa petite-fille alors que Garan-Servier devait s'éloigner de la région, tente d'empêcher la manifestation. Son ami Pierrot, cependant, est totalement en désaccord et arrive avec un groupe d'anciens anarchistes de Paris pour soutenir la résistance. Pendant ce temps, Sophie découvre un secret sur son père et tombe amoureuse involontairement du chef du camp des activistes, qui a une exploitation d’agriculture biologique dans un domaine voisin. Tout irait bien si la jeune femme n'était pas persuadée de porter malheur aux hommes qu'elle rencontre. La situation se résout d'elle même quand l'on découvre que le projet de Garan-Servier servait en fait à cacher un plan social massif. Devant le tollé que provoque la révélation, l'entreprise abandonne les terres.

### Bons pour l'asile
De retour à Paris. Pierrot, lors d’une énième manifestation anarchiste, rencontre une ancienne protégée. Antoine retrouve son fils et luttent pour la garde collective d’un jour de sa petite-fille.  Mimile souhaite se rendre à un match de rugby France-Australie mais a des difficultés à convaincre ses compères de l’accompagner. Ces trois histoires s’imbriquent sur fond de gestion sociale de la question migratoire.

### L'Oreille bouchée
Mimile invite Pierrot et Antoine à un séjour au fin fond de la jungle en Guyane tous frais payés sans leur en expliquer la raison. Les trois compères découvriront, tout en participant à une pièce de théâtre loufoque centrée sur les méfaits de la chrématistique, les beautés de la nature, en grande partie fragilisée et détruite par les exploitations de mines et la pollution. Ils revivront aussi, d'une certaine façon, leurs rêves d'enfance.

### Chauds comme le climat
Antoine, blessé dans une manifestation à Paris, rentre chez lui pour assister aux obsèques de son vieil ennemi et ancien patron, Armand Garan-Servier. Peu après, un incendie criminel ravage plusieurs bâtiments et la forêt bordant le village. Tandis qu’Antoine et Pierrot mènent l’enquête, allant de surprises en déceptions, Sophie et Mimile tentent de reloger leur voisine, l’irascible fermière Berthe, sans toit depuis l’incendie. Parallèlement, le fils Garan-Servier entre en pleine période d’incertitude quant à son rôle dans l’entreprise et dans la société. 

### Graines de voyous
Météo asséchée. 60 ans du loup en slip. Pierrot prie devant la croix. Le voisin se met au MMA.

## Personnages

### Principaux
- Antoine Perron : grand-père de Sophie et mari de Lucette. Syndicaliste à la retraite, il a travaillé durant quarante ans pour les Laboratoires Garan-Servier dans sa région natale et a passé l’essentiel de sa carrière en bras de fer avec Armand Garan-Servier, afin de défendre les droits des ouvriers de l’usine. Il vit aujourd’hui paisiblement avec Sophie, sa petite-fille, et garde régulièrement Juliette, fille de cette dernière. Toutefois, sa vie de retraité ne lui a pas ôté l’envie de se battre contre l’injustice du système.
- Pierre « Pierrot » Mayou : anarchiste depuis sa prime jeunesse, il est le trésorier[1] d'un collectif parisien appelé « Ni yeux ni maître » et passe son temps à monter des coups avec ses amis (tous des seniors anarchistes) afin de « foutre le boxon » le plus possible. Assez impulsif, il ne s’entendait pas avec Lucette. Dans sa jeunesse, il fut mêlé à plusieurs affaires d’émeutes et d’actions anarchistes, ainsi qu’au braquage d'un bureau de poste en avril 1957.
- Émile « Mimile » Carabignac : ancien rugbyman du village, il a passé sa vie dans l’océan Pacifique avant de revenir vivre dans une maison de retraite en France. Séducteur et aventurier, il a notamment fait trois tours du monde en bateau, a été joueur de rugby aux îles Samoa, vendeur de voitures à Nauru, chasseur de trésor aux Philippines, propriétaire d’une mine en Papouasie (avec laquelle il fit fortune, puis faillite). Il garde de cette époque plusieurs tatouages et traces de bagarres. C’est le plus calme et le plus flegmatique du trio.
- Sophie Perron : petite-fille d’Antoine et Lucette et mère de Juliette. Cette jeune femme au caractère bien trempé a abandonné sa carrière dans la communication à Paris et est devenue marionnettiste du théâtre « Le loup en slip », créé par sa grand-mère Lucette. Sophie vit actuellement près de son grand-père Antoine, dont elle est proche, avec sa fille Juliette (dont elle est enceinte dans le tome 1). Elle n’a pas eu beaucoup de succès avec les hommes dans sa vie, si bien qu’elle s’est désintéressée du sujet pendant un moment. Elle finit néanmoins par tomber amoureuse de Vasco dans le tome 4. Dans le tome 5, Sophie tente de réconcilier son père et son grand-père.

### Récurrents

#### Tarn-et-Garonne[Note 1]
- Juliette Perron : fille de Sophie. Elle vit avec sa mère dans une petite ferme et près de son arrière-grand-père. Sophie est enceinte dans le tome 1 et Juliette apparait dans le tome 2. Elle grandit durant la série, mais on ignore son âge véritable (elle sait parler et marcher dans le tome 5). On ne connait l’identité de son père que dans le tome 4.
- Lucette Perron : épouse d’Antoine, elle décède au début du tome 1. Marionnettiste et ancienne employée de l’usine Garan-Servier, elle a eu une liaison avec Armand, le directeur de l’époque. C’est un fait qu’elle a caché à tous, excepté à Sophie. Elle finira par l’avouer dans une lettre adressée à Antoine. Elle est présente uniquement en flashbacks.
- Berthe Goitreux (dite « Pouleboche » ou « la Folle des Ravines ») : fermière, elle vit seule avec sa mère. Rejetée par tous à cause de la collaboration de sa mère avec les Allemands (cette dernière cherchait en réalité à retrouver son mari), elle fut victime de harcèlement de la part d’Antoine, Mimile et Pierrot. Lorsqu’elle avait une vingtaine d’années (en 1955), elle fut secrètement l’amante de Mimile, mais ce dernier finit par rompre, ayant peur de la réaction des autres. Blessée, Berthe laboura le terrain de rugby et les stands de la fête du village. Cet acte la maintint définitivement à l’écart de la communauté. Elle ne fut toutefois pas isolée car elle resta en bons termes avec Lucette, Madeleine et Geneviève Larquebuse, la femme du maire. Elle se lia ensuite d'amitié avec Sophie. Dans le tome 7, Berthe, seule depuis le décès de sa mère, semble se réconcilier avec Mimile. Elle perd toutefois sa ferme dans un incendie et est contrainte de loger temporairement chez Civrac.
- Damien : enfant du village. Il apparaît à partir du tome 2 aux côtés de ses deux amis. Inséparable, le trio n’a de cesse d’inventer de nouvelles activités, se basant sur plusieurs jeux-vidéos tels que Skylanders. Toutefois, le tome 7 révèle que Damien, désormais adolescent et en internat, s’est séparé de ses amis et soutient désormais les mouvements extrémistes identitaires et la théorie du grand remplacement. Il attaque alors un camp de travailleurs clandestins à coups de cocktails Molotov, brûlant ainsi une grande partie de la forêt, la ferme de Berthe Goitreux et l’usine Garan-Servier, ce qui met son père, cadre chez Garan-Servier au chômage. Démasqué par Sophie, Antoine, Mimile et Pierrot, Damien ne montre aucun remords. Le quatuor décide toutefois de ne pas le livrer à la police, ayant promis à ses amis de ne pas le dénoncer s’ils les aidaient dans leurs recherches. Le tome suivant, qui le montre traînant à nouveau aux côtés de ses deux amis d'enfance, suggère que Damien est sorti de la mouvance identitaire.
- Romain: Autre enfant du village ami de Damien, il apparaît dans le tome 2. Avec ses deux amis, ils reproduisent leurs jeux vidéos favoris dans la réalité, aux dépens des moutons. Dans le tome 7, lui et son autre ami s'éloignent de Damien, n'appréciant pas sa radicalisation politique. Ils n'acceptent cependant pas de le dénoncer à la police lorsqu'ils comprennent qu'il est impliqué dans l'attentat anti-migrants. Il pratique le rugby à XV dans un club de son village. Dans le tome 8 , il est sélectionné pour intégrer le Stade toulousain.
- Vasco : écologiste et ingénieur agronome du verger de Boisséson. Sophie tombe immédiatement sous son charme dans le tome 4 et finit par se mettre en couple avec lui dans le tome 5. C’est l’entomologiste de la ZAD du tome 4.
- Gérard : patron du bar « la Chope ». Il apparaît dans le tome 3 et fait plusieurs apparitions par la suite, généralement derrière son comptoir. Il a également une fille, Jennifer.
- Joseph : père de Vasco. Couvreur et fidèle client de « la Chope », il fut un grand ami de Bernard Perron dans son enfance (ils ont ensemble crevé les pneus du vélo du curé avec des punaises et fait sauter le barbecue de la kermesse avec des pétards), mais les rumeurs sur l'adultère de la mère de ce dernier eurent raison de leur amitié, bien que Joseph n'y ait pas cru et ait juré à Bernard de ne rien dire. Il est le mari de la concierge de l’école.
- Alain Larquebuse : maire du village, chasseur et voisin de Sophie. Il apparaît brièvement dans le tome 4 et a un rôle plus important dans le tome 7, dans lequel Berthe le blesse à la fesse avec un pique à broche. S’il fait bonne figure devant ses administrés et qu’il peut sembler quelque peu grotesque, il est révélé à la fin de l’album qu’il battait sa défunte épouse, Geneviève… et que Berthe avait juré de la venger.
- Armand Garan-Servier : fondateur des Laboratoires Garan-Servier et ennemi juré d’Antoine. Les deux hommes se sont affrontés toute leur vie, en tant que patron et syndicaliste. Il a eu une liaison avec Lucette dont il se souvient encore, malgré sa sénilité et ses troubles de la mémoire. Retiré des affaires dans le tome 1, il vit actuellement dans sa luxueuse propriété de Toscane et, âgé de 92 ans, finit par décéder dans le tome 7, laissant derrière lui un vaste empire et une immense fortune. Il est mentionné qu’il a une petite-fille nommée Marie-Amélie, qui n’apparaît que dans le film où elle est interprétée par Méliane Marcaggi.
- Pierre-Henri Garan-Servier : fils d’Armand et actuel PDG des Laboratoires Garan-Servier. Il apparait à partir du tome 3. Dans le tome 7, à la suite du décès de son père, Pierre-Henri entre dans un grand questionnement sur ses années passées à la tête de l'entreprise et sur son apport à la société.
- Janine Peyroul : DRH de l’entreprise Garan-Servier, qui ne s’entend pas avec Antoine. Elle apparait dans le tome 1 et fait un caméo dans le tome 7 aux funérailles d'Armand Garan-Servier.
- Enguerrand Brousse : notaire, comme son défunt père Wenceslas. Il n’apparait que dans le tome 1. On apprend dans le tome 8 que son père était un prétendant de Lucette, jusqu'à ce qu'Emile le blesse volontairement lors d'un plaquage pour écarter ce dangereux rival de son ami Antoine.
- François-Pierre Civrac : propriétaire du domaine de Boisséson et patron de Vasco. Il loge Berthe dans le tome 7 à la suite de la destruction de sa ferme. On apprend dans le tome 8 qu'il était un prétendant de Lucette à 17 ans, mais qu'il ne put conclure avec elle. Pierrot, voulant écarter ce dangereux rival de son ami Antoine, vola sa moto et la jeta dans un étang. La vérité n'éclata que lorsque Civrac retrouva l'épave de son engin, découverte par la sécheresse. Il est surnommé 《Le Parisien 》par les habitants du village,  surnom qu'il déteste .
- Madeleine Mayou : La petite sœur de Pierrot. Elle apparaît dans le tome 8 où elle est un temps confondue avec son frère. Elle le déteste depuis qu'il a été chassé de la maison familiale pour avoir volé l'argent du curé. Après avoir coupé les ponts avec lui, elle est devenue religieuse et s'est engagée dans des opérations humanitaires, avant de quitter les ordres, dégoûtée par le comportement misogyne des prêtres. Elle est cependant restée très pieuse. Il semble qu'elle se réconcilie, ou du moins améliore ses relations avec son frère à la fin du tome.

#### Paris
- Francine de la Rochebonnefoy (dite « Fanfan ») : d’origine aristocratique et anarchiste dans l’âme, cette nonagénaire très active possède « l’Île de la Tordue », un luxueux immeuble servant de QG à « Ni yeux ni maître » et « Rien n’affiche », un collectif de graphistes de rue. Elle héberge aussi des étudiants en matières baroques et en médecine, puis des migrants dans le tome 5. Elle finit par décéder à la fin de ce même album. Dans le tome 6, on apprend qu'elle a légué tous ses biens à « Ni yeux ni maître », frustrant ainsi sa famille éloignée qui espérait mettre la main sur l'héritage.
- Bastien « Baba » Legoumier[2] : ami de Pierrot et président du collectif « Ni yeux ni maître ». Il apparaît dans le tome 2 et dans tous les albums ensuite.
- Arno Nimousse : un jeune hacker résidant à « l’Île de la Tordue ». Il aide souvent le collectif avec ses connaissances en piratage, mais se révèle incapable de vivre à la campagne sans technologie (notamment dans le tome 4). Il est accro aux Granolas.
- Jean-Chi : surnommé « Human Bomb » par les membres du collectif, cet activiste en fauteuil roulant est la meilleure arme de « Ni yeux ni maîtres » car il est capable de « se vider le moutardier » sur commande et quand il entend "Jean-françois Copé", provoquant ainsi une odeur insoutenable pour son entourage. Il est surtout utilisé pour perturber les réunions politiques et les cocktails. Son vrai nom est Jean-Childéric.
- Etienne « le Zébu » Buset : membre du collectif. Il participe activement à la ZAD du tome 4.
- Patricia (surnommée Patate par Pierrot) : jeune policière et ancienne protégée de Pierrot. Ce dernier l’a empêché de mal tourner lorsqu’elle était enfant à la Courneuve. Toutefois, leurs retrouvailles seront assez froides, le vieil homme ne supportant pas d’avoir « élevé » une policière. Ils finiront par se réconcilier. Elle n'apparait que dans le tome 5.
- Dalal : mère d’une famille de réfugiés syriens. Elle loge dans l’appartement de Pierrot avec son mari Saleh et ses trois enfants. Elle n'apparait que dans le tome 5.

#### Guyane
- Blandine : hôtelière d'origine picarde installée en Guyane. Elle a, dans sa jeunesse, appartenu les groupes d'anarchistes parisiens, où elle a rencontré Pierrot (elle en était d'ailleurs amoureuse). Lassée des anarchistes, elle s'est installée à Apatou dans les années 70 et a ouvert un hôtel dans lequel logeront les trois compères et Errol. Pierrot ne se souviendra d'elle qu'après avoir trouvé, par hasard, un ouvrage de Gaston Couté qu'il avait offert à Blandine (cette dernière ne s'offusquera nullement du trou de mémoire du vieil homme). Elle apparait dans le tome 6.
- Clémence Kousou : institutrice d'Apatou, issue du peuple des Wayanas. Elle sert de guide à Mimile, Pierrot, Antoine et Errol et leur montre les ravages des mines et de l'exploitation de l'or dans la jungle. Elle reçoit l'aide de Mimile et Errol pour financer un collectif de lutte contre les projets miniers. Elle apparait dans le tome 6.

#### Autres
- Bernard Perron : fils cadet d’Antoine et Lucette et père de Sophie. Il est plusieurs fois évoqué, mais n’apparait que dans le tome 5. Il est assez distant avec sa fille et est fâché avec son père, apparemment depuis son adolescence et peut-être après avoir entendu une rumeur comme quoi il était né de la relation adultérine de sa mère (ce qui se révélera faux). Il est agent immobilier. Dans le tome 5 lui et son père sont chargés "ensemble" de garder Juliette pendant un séjour à Paris. Au début, la tension est palpable, Antoine reprochant à Bernard de ne pas avoir assisté aux obsèques de sa mère et Bernard reprochant à son père d'avoir toujours privilégié son activité syndicale à sa famille. Au cours du séjour, Juliette se casse le bras. Antoine propose à son fils de porter le chapeau, afin que ce dernier puisse continuer de voir sa petite fille, mais Bernard refuse de fuir ses responsabilités (l'accident s'étant déroulé chez lui) . Finalement tous les deux ramènent Juliette à Sophie et assument ensemble leur responsabilité dans l'accident. Leur relation semble s'être apaisée à la fin du tome.
- Alexandre Perron : fils aîné d’Antoine et Lucette et filleul de Pierrot. On ne le voit que dans le tome 1.
- Capucine : infirmière d’Armand Garan-Servier. Elle apparaît dans le tome 1 et fait un caméo dans le tome 7 aux obsèques de son patient.
- Anita (dite « Ann Bonny ») : une anarchiste d’origine hispano-algérienne. Elle fut le grand amour de Pierrot dans les années soixante, lors de manifestations contre la guerre d’Algérie. Elle fut expulsée de France et décéda peu après, laissant Pierrot dans un immense chagrin. On découvre à la fin du tome 2 qu’elle est toujours vivante et vit en France sous un faux nom. Nonagénaire, elle est très diminuée à cause d’une rupture d’anévrisme et n’a jamais revu Pierrot. Elle n’apparait que dans le tome 2.
- Henri Labuchade (dit « Riton l’élégant ») : rival amoureux de Pierrot et mari d’Anita.Il fit croire à Pierrot qu'Anita était décédée en Algérie, afin de la garder auprès de lui .On ne le voit que dans le tome 2.
- Errol : frère de Kristina. Un australien avec qui Mimile a navigué (et s’est battu) à plusieurs reprises dans les années soixante. Les deux hommes ont également chassé des trésors avec Kristina. Il fut défiguré et amputé d’un bras et d’une jambe par un banc de requins-taureaux lors d’une plongée avec Mimile, au large des îles Tonga. Aujourd’hui riche armateur, il viendra dans le tome 3 en Tarn-et-Garonne pour retrouver son vieil ami. Dans le tome 6, Errol accompagne le trio en Guyane. Il apparait dans les tomes 3, 4 et 6.
- Kristina : sœur d’Errol. Elle fut aussi l’amante de Mimile, mais ne lui pardonnera pas d’avoir entraîné son frère dans une plongée dangereuse où ce dernier manqua de perdre la vie. On apprend dans le tome 3 qu’elle est décédée quelques mois avant les retrouvailles des deux compères. Elle n’est vue qu’en flashbacks dans le tome 3.
- Maxime : patron d’une boîte d’événementiel et grand amateur de sports extrêmes. Sophie travailla un temps dans son entreprise, puis eut une aventure avec lui après une soirée arrosée. Maxime la renvoya le lendemain même et mourut dans un accident de base jump peu après. La jeune femme appris qu’elle était enceinte de lui quelques semaines plus tard et garda le bébé. Sophie n’a révélé son identité qu’à Joseph dans le tome 4 et a fini par présenter Juliette aux parents de Maxime dans le tome 5.

## Analyse
Selon Paul Cauuet, le dessinateur, l'inspiration est venue des deux auteurs : « Wilfrid a écrit l'histoire et créé ces personnages. Avant qu'il écrive l'album, on a mis en commun nos avis, ce qu'on voulait faire : parler de la famille, de notre époque, de notre société, etc. Et parler de la vie, et plus particulièrement avec des personnages du troisième âge, qui sortent un peu des stéréotypes BD qui ne nous convenaient plus en tant que lecteurs. »
Les quatre premiers tomes sont centrés sur l'histoire d'un des personnages principaux : le premier tome sur Antoine, le second sur Pierrot, le troisième sur Mimile et le quatrième sur Sophie.

## Albums
- 1 Ceux qui restent, Dargaud,  (ISBN 978-2-505-01993-0), 11 avril 2014
Scénario : Wilfrid Lupano - Dessin et couleurs : Paul Cauuet
- 2 Bonny and Pierrot, Dargaud,  (ISBN 978-2-505-06163-2), 24 octobre 2014
Scénario : Wilfrid Lupano - Dessin et couleurs : Paul Cauuet
- 3 Celui qui part, Dargaud,  (ISBN 978-2-505-06352-0), 13 novembre 2015
Scénario : Wilfrid Lupano - Dessin et couleurs : Paul Cauuet
- 4 La Magicienne, Dargaud,  (ISBN 978-2-505-06542-5), 10 novembre 2017
Scénario : Wilfrid Lupano - Dessin et couleurs : Paul Cauuet
- 5 Bons pour l'asile, Dargaud,  (ISBN 978-2-505-07141-9), 9 novembre 2018
Scénario : Wilfrid Lupano - Dessin : Paul Cauuet - Couleurs : Jérôme Maffre
- 6 L'Oreille bouchée, Dargaud,  (ISBN 978-2-505-08336-8), 6 novembre 2020
Scénario : Wilfrid Lupano - Dessin : Paul Cauuet - Couleurs : Jérôme Maffre
- 7 Chauds comme le climat, Dargaud,  (ISBN 978-2-505-11365-2), 4 novembre 2022
Scénario : Wilfrid Lupano - Dessin : Paul Cauuet - Couleurs : Jérôme Maffre
- 8 Graines de voyous,  (ISBN 978-2-505-12492-4), Dargaud
Scénario : Wilfrid Lupano - Dessin : Paul Cauuet
- Recueil tome 1 et tome 2, Khani Editions, 2014  (ISBN 978-2-87571-013-0)

### Série dérivée
- Le Loup en slip, scénario de Wilfrid Lupano, dessin de Mayana Itoïz (avec Paul Cauuet pour le premier volume) : cette série destinée à la jeunesse compte 8 volumes en 2022.

## Accueil
Début 2016, l'éditeur Dargaud annonce que les trois premiers tomes ont été vendus à plus de 500 000 exemplaires, faisant de la série un succès de librairie.

## Prix et distinctions

### Tome 1
- Prix des libraires de bande dessinée 2014
- Prix du public Cultura au Festival d'Angoulême 2015
- Prix de la BD Fnac Belgique 2015[5]
- Finaliste Prix de la BD Fnac 2015[6]

### Tome 2
- Prix Jacarbo au festival La BD est dans le pré 2015

## Adaptation cinématographique
Une adaptation cinématographique du premier tome de la série, également intitulée Les Vieux Fourneaux, est réalisée par  Christophe Duthuron en août 2018. Une suite, Les Vieux Fourneaux 2 : Bons pour l'asile, sort en 2022.